# ويليام هوكينز (سياسي)
ويليام هوكينز (بالإنجليزية: William Hawkins)‏ هو محامي وسياسي أمريكي، ولد في 20 أكتوبر 1777 في مقاطعة فانس في الولايات المتحدة، وتوفي في 17 مايو 1819. نشط حزبياً في الحزب الجمهوري الديمقراطي. وقد انتخب عضو مجلس نواب كارولينا الشمالية (1804 – 1811) وانتخب حاكم كارولينا الشمالية ‏ (11 ديسمبر 1811 – 29 نوفمبر 1814).